# 曾山寺站
曾山寺站（日语：／ Sosanji eki */?）是位於宮崎縣宮崎市大字加江田，九州旅客鐵道（JR九州）的日南線車站。

## 車站構造
採用簡易車站模式，沒有站房，車站入口位於小路盡頭，沿斜道稍上移便到達月台。

### 月台
只有一座側式月台，長度約為90米，有效長度為4輛。中央部份有一個以鐵枝、鐵皮及薄水泥磚建成的細小有蓋候車亭，亭內的候車座椅亦只是以一塊木板架在牆身來作為座椅而已，其餘部份皆為露天部份，沒有任何其他的月台設施。本站既未設有簡易式自動售票機，就連如鄰站運動公園站般在月台上設有整理劵發行機也沒有。登車乘客只能在列車上的整理劵發行機中取票。
列車靠站時，往宮崎方向為右側上落、往志布志方向的列車為左側上落。
| 路線    | 上下行 | 方向                         |
| ------- | ------ | ---------------------------- |
| ■日南線 | 上行   | 南宮崎、宮崎方向             |
| ■日南線 | 下行   | 青島、油津、南鄉、志布志方向 |

## 歷史
- 1963年5月8日：車站啟用[1]。
- 1978年3月：月台延長20米，有效長度增至90米[2]。
- 1987年4月1日：隨國鐵分割民營化，車站由九州旅客鐵道（JR九州）營運[3][4][5]。
- 2022年4月1日：隨九州旅客鐵道宮崎支社（日语：九州旅客鉄道宮崎支社）成立，從鹿兒島支社轉移[6]。
- 2025年度內：預計可以使用IC卡「SUGOCA」[7][8]。

## 使用狀況
本站附近多為農田，民居少而分散，稍有規模的集落位於車站東邊約500米的近岸區域，使用人數一直都處於甚低水平。JR九州自2016年度起再沒有公佈本站的使用人數，亦因每日平均人數少於100人，連列入附錄表的機會也沒有。
以下為近年的乘車人次列表。
| 年度     | 1日平均 乘車人次 |
| -------- | ---------------- |
| 1996     | 31               |
| 1997     | 37               |
| 1998     | 31               |
| 1999     | 31               |
| 2000     | 32               |
| 2001     | 34               |
| 2002     | 37               |
| 2003     | 30               |
| 2004     | 36               |
| 2005     | 36               |
| 2006     | 29               |
| 2007     | 25               |
| 2008     | 23               |
| 2009     | 18               |
| 2010     | 20               |
| 2011     | 18               |
| 2012     | 19               |
| 2013     | 21               |
| 2014     | 23               |
| 2015     | 21               |
| 2016     | 18               |
| 2017以後 | <100             |

## 相鄰車站
九州旅客鐵道（JR九州）
■日南線
■觀光特急「海幸山幸」號、■快速「日南海洋號」
通過
■普通
運動公園－曾山寺－子供之國

## 外部連結
- JR九州曾山寺站 （页面存档备份，存于）（日語）